# Focke-Wulf Ta 400
Focke-Wulf Ta 400 – niezrealizowany projekt niemieckiego bombowca dalekiego zasięgu opracowanego w wytwórni Focke-Wulf Flugzeugbau GmbH. W projekcie wykorzystane zostały rezultaty wcześniejszych prac nad samolotem pasażerskim Focke-Wulf Fw 300.

## Historia

### Geneza
Po zajęciu Francji w 1940 roku przez hitlerowskie wojska, grupa inżynierów Focke-Wulf udała się do wytwórni SNCASO (Société nationale des constructions aéronautiques du sud-ouest). Podjęto tam pracę nad nowym samolotem pasażerskim dalekiego zasięgu w oparciu o konstrukcję maszyny Focke-Wulf Fw 200. Owocem dwuletnich prac był samolot oznaczony jako Focke-Wulf Fw 300. Był to czterosilnikowy dolnopłat napędzany rzędowymi silnikami DB 603. Dzięki ciśnieniowej kabinie i dużemu zapasowi paliwa wynoszącemu 19 600 kg maszyna miała przewozić około 40 pasażerów na trasie Berlin – Nowy Jork. Jej obliczeniowy zasięg wynosił 7000 km, który miała pokonać z prędkością 430 km/h. Jednak w obliczu przedłużającej się II wojny światowej, Ministerstwo Lotnictwa Rzeszy (Reichsluftfahrtministerium) nie było zainteresowane rozwijaniem cywilnej konstrukcji. Osiągi samolotu były natomiast na tyle obiecujące, że zlecono Focke-Wulfowi opracowanie bombowca dalekiego zasięgu przeznaczonego do atakowania celów na wschodnim wybrzeżu Stanów Zjednoczonych (tzw. Amerika Bomber/bombowiec amerykański), który otrzymał oznaczenie Ta 400.

### Projekt
Rozpoczęte pod Paryżem w 1943 roku prace zaowocowały projektem sześciosilnikowego, wolnonośnego średniopłata ze zdwojonym usterzeniem pionowym. Do napędu samolotu przeznaczono gwiazdowe silniki BMW 801D. Pod skrajnymi silnikami planowano zamontowanie dodatkowych gondoli mieszczących silniki odrzutowe Jumo 004. Dzięki ich użyciu samolot byłby w stanie zwiększyć swoją prędkość maksymalną do 720 km/h. Dwie ciśnieniowe kabiny miały pomieścić ośmiu członków załogi. Jedna z nich umieszczona była z przodu kadłuba, druga na jego końcu za komorą bombową. Podwozie chowane z przednim, jednokołowym podparciem. Podwozie główne składało się z czterech pojedynczych kół chowanych do gondoli silnikowych (cztery wewnętrzne silniki). Złożoność całej konstrukcji, dużo bardziej zaawansowane prace nad samolotami Junkers Ju 390 i Messerschmitt Me 264 spowodowały zatrzymanie programu 15 października 1943 roku. W efekcie prowadzonych prac zbudowano jedynie drewniany model samolotu przeznaczony do badań tunelowych.

## Uzbrojenie
Ta 400 miał mieć możliwość przenoszenia 3000 kg bomb przy pełnym zapasie paliwa. Strzeleckie uzbrojenie obronne składało się z ośmiu działek MG 151/20 kalibru 20 mm umieszczonych po dwa w czterech stanowiskach strzeleckich: dwóch na grzbiecie samolotu, jednym pod kabiną załogi, jednym pod kadłubem za komorą bombową oraz jednego stanowiska ogonowego uzbrojonego w cztery karabiny maszynowe MG 131 kalibru 13 mm. W przypadku dalszego rozwijania konstrukcji planowano zaopatrzyć samolot w zdalnie sterowane stanowisko strzeleckie zamontowane z przodu kadłuba z dwoma działkami MK 103 kalibru 30 mm. Przy jego użyciu maszyna miała być zdolna do atakowania nieprzyjacielskich jednostek pływających, okrętów podwodnych i samolotów patrolowych. Pomiędzy gondolami silnikowymi przewidziano możliwość podwieszania pocisków szybujących.